# Sremski Karlovci
Sremski Karlovci (serbisk Сремски Карловци, hr: Srijemski Karlovci, hu: Karlóca) er en by og kommune i Serbien, i den autonome provins Vojvodina, der ligger på bredden af floden Donau, 8 km fra Novi Sad med et befolningstal på 8.839 i 2002.

## Navn
På serbisk er byen kendt som Sremski Karlovci (Сремски Карловци), på kroatisk som Srijemski Karlovci', på tysk: Karlowitz eller Carlowitz, på ungarsk: Karlóca, på polsk: Karłowice, og på tyrkisk: Karlofça. Det tidligere serbiske navn Karlovci (Карловци) anvendes stadigt uofficielt.

## Geografi
Byen ligger i det geografiske område Srem, men det er en del af det Sydlige Bačka okrug.